# Wilmer Chavarría
Wilmer Geovanny Chavarría Barré, más conocido por su alias Pipo o Tuerto, (15 de mayo de 1986) es un narcotraficante ecuatoriano, líder de la banda criminal Los Lobos, que se creía muerto en 2021 por anuncio de sus familiares, pero que hay sospechas de que aun siga con vida y que fingió su muerte.

## Carrera delictiva
Se inició en el mundo delictivo a partir de los 21 años de edad. En julio de 2010 fue procesado de robo en la provincia del Azuay, luego de asaltar el Banco del Austro, provocando dos muertos y varios heridos luego de la persecución policial en el que ocasionó múltiples choques.
Entre las denuncias que tiene, constan de 2016 por homicidio y delincuencia organizada, en 2017 y 2019 por intimidación, y en 2021 por suplantación de identidad.
Ascendió rápido en el mundo criminal y ganó poder en las cárceles de Cuenca y Guayaquil durante su estadía en prisión de 2011 a 2018.
En 2019 dirigió y organizó un grupo de sicarios denominados Los Lobos, quienes eran un brazo de Los Choneros, cuando eran liderados por alias Rasquiña y a los cuales llegó a ser parte cuando cumplía sentencia en el Centro de Rehabilitación Social El Turi.
En 2019 se le concedió la prelibertad condicional, donde debió presentarse semanalmente a la cárcel de Santo Domingo. Se fortaleció formando alianza en esa provincia con el clan familiar Franco-Cedeño, con los que luego pasó a estructurar Los Lobos, del cual fue su líder.
Luego de la muerte de Jorge Luis Zambrano, líder de Los Choneros, a finales de 2020, Pipo se separa junto a Los Lobos, al oponerse que Fito y Junior Roldán sean quienes sucedan el liderazgo de Los Choneros. Esto hizo que Los Lobos formaran una alianza con los Tiguerones y Los Chone Killers, donde se denominaron Cartel Nueva Generación, bajo el financiamiento de Leandro Norero, además de tener como objetivos en contra a Fito y Roldán.

## Sospechas de su falsa muerte
Las autoridades informaron que el 23 de febrero de 2021, Chavarría habría muerto durante la masacre carcelaria de Turi, en Cuenca, sin embargo los familiares de alias Pipo registraron su fallecimiento con fecha de ese mismo día a causa de un infarto provocado por COVID-19, con un certificado de defunción firmado al siguiente día por una doctora en Santo Domingo de los Tsáchilas, a 430 kilómetros de Cuenca.
Sin embargo la policía siempre tuvo dudas de su muerte debido a varios informes de inteligencia que alertaban que seguía con vida, pues existe una teoría de que Pipo fingió su muerte, y dicha teoría tomó fuerza luego de ser revelado los chats del Caso Metástasis y Purga, que la comunicadora social Mayra Salazar, relacionista pública de la Corte Provincial de Justicia del Guayas, tenía con sus contactos, donde aseguró que Leandro Norero lo ayudó a implantar sus huellas a un muerto, realizarse una cirugía estética para cambiar su rostro y huir a Europa con los documentos del fallecido. Según Mayra Salazar en los chats, comenta que alias Pipo ordenó el asesinato de Norero en 2022, en la cárcel de Latacunga, y de Samir Maestre, para hacerse con la ruta del narcotráfico, además en 2023, el asesinato de Junior Roldán en Colombia.
En 2002 el exministro del Interior, José Serrano, manifestó que las masacres carcelarias eran una pantalla para que los narcotraficantes pudieran fingir su muerte, y que Pipo seguiría vivo dirigiendo Los Lobos a través de Fabricio Colón Pico. Al fingir su muerte y lograr emitir un certificado de defunción, es más difícil que se alerte una captura con la Interpol, legalmente se cierran los casos judiciales y los bienes retenidos podrían pasar a sus sucesores, por lo que el grupo de inteligencia de las autoridades tienen en la mira a Pipo y aseguran que él estaría aún con vida.
En 2021 se reportaron denuncias en contra de alias Pipo por suplantación de identidad, relacionado con su supuesta muerte.
Desde el 6 de junio de 2024, Pipo ha sido agregado a la lista de sanciones por narcotráfico por el Departamento del Tesoro de los Estados Unidos.